# Senchá
Senchá (ucraniano: Сенча́) es un municipio rural y pueblo de Ucrania perteneciente al raión de Mýrhorod de la óblast de Poltava.
En 2020, el municipio tenía una población de unos nueve mil habitantes, de los que unos tres mil vivían en el propio pueblo de Senchá y el resto repartidos en veintidós pedanías. El municipio se formó en 2017 mediante la fusión de los consejos rurales de Senchá y Sheký, a los que se sumaron en 2020 los de Vyrishalne, Ískivtsi, Korsunivka y Zhdaný. Antes de esta reorganización territorial, el área formaba parte de los raiones de Lójvytsia y Lubný.
Se ubica unos 10 km al sureste de Lójvytsia. El casco urbano del pueblo está atravesado por el río Sulá.

## Historia
Según las crónicas de Nikon de Moscú, el pueblo actual estaría construido sobre un antiguo asentamiento de la Rus de Kiev, que en el siglo XII era mencionado como "Synelyts" (Синелиць) o "Synets" (Синець). La actual Senchá fue fundada en 1648, durante la rebelión de Jmelnitski, para albergar la sede de una sotnia del regimiento cosaco de Lubný, aunque al año siguiente pasó a formar parte del regimiento de Mýrhorod. Desde 1658, la sotnia de Senchá se estableció definitivamente en el regimiento de Lubný. Desde su fundación y durante tres siglos, funcionó como un miasteczko conocido en la zona por sus mercados y ferias.
En el Imperio ruso fue sede de una vólost, en el uyezd de Lójvytsia de la gobernación de Poltava. La RSS de Ucrania estableció aquí en 1923 la sede de un raión, pero lo suprimió en 1931, y la localidad estuvo a punto de desaparecer en los dos años posteriores debido al Holodomor, en el que murió la mitad de la población local. Entre 1935 y 1962 volvió a ser sede de raión, aunque ahora como una localidad rural de menor importancia. Antes de la formación del actual municipio en 2017, Senchá era sede de un consejo rural en el raión de Lójvytsia, que únicamente incluía como pedanías a Luchka y Rudka.